# Cross Roads, Pennsylvania
Cross Roads är en ort i York County i delstaten Pennsylvania. Enligt 2010 års folkräkning hade Cross Roads 512 invånare.